# Serra del Puit
|  | Aquest article tracta sobre la Serra del Puit. Vegeu-ne altres significats a «Serra del Puit (Lladurs)». |

La Serra del Puit és una serra situada al municipi de Lladurs (Solsonès), amb una elevació màxima de 1.052,2 metres.